# Lutjanus mahogoni
Lutjanus mahogoni is een straalvinnige vis uit de familie van snappers (Lutjanidae) en behoort derhalve tot de orde van baarsachtigen (Perciformes). De vis kan maximaal 48 cm lang en 1300 gram zwaar worden.

## Leefomgeving
Lutjanus mahogoni is een zoutwatervis. De vis prefereert een subtropisch klimaat en leeft hoofdzakelijk in de Atlantische Oceaan. De diepteverspreiding is 0 tot 100 m onder het wateroppervlak.

## Relatie tot de mens
Lutjanus mahogoni is voor de visserij van aanzienlijk commercieel belang. In de hengelsport wordt er weinig op de vis gejaagd.
Voor de mens is Lutjanus mahogoni potentieel gevaarlijk, omdat er vermeldingen van ciguatera-vergiftiging zijn geweest.